# Đurovac
Đurovac (cyr. Ђуровац) – wieś w Serbii, w okręgu toplickim, w mieście Prokuplje. W 2011 roku liczyła 129 mieszkańców.